# Cephaloziella longii
Cephaloziella longii là một loài rêu trong họ Cephaloziellaceae. Loài này được Váňa mô tả khoa học đầu tiên năm 1992.